# Michail Boelgakov
Michaíl Afanásjevitsj Boelgákov (Russisch: Михаил Афанасьевич Булгаков) (Kiev, 15 mei 1891 - Moskou, 10 maart 1940) was een Oekraïens/Russisch schrijver.

## Biografie
Boelgakov studeerde geneeskunde en werkte enige tijd als dorpsdokter in de omgeving van Smolensk. Omstreeks 1919 begon hij te schrijven voor kranten en tijdschriften.
In 1924/1925 publiceerde hij een aantal afleveringen van zijn eerste roman, De Witte Garde in het tijdschrift Россия (Rossija). Deel 1 werd in 1927 in boekvorm gedrukt, deel 2 in 1929, maar niet in de Sovjet-Unie, wel in Parijs. Het enige werk dat gedurende zijn leven in zijn geheel werd uitgegeven in de Sovjet-Unie is een bundel met vijf satirische verhalen: Diaboliade (1925).
Zijn boek De Witte Garde (1924) was een van de eerste ernstige pogingen om de burgeroorlog in Oekraïne te beschrijven. Het verscheen eerst in de krant Rossija, en nadien maakte hij er in opdracht van het Московский Художественный театр (Moskovski Choedozjestvenny Teatr) - het befaamde Moskouse Kunsttheater of MKHAT - een toneelstuk van. Dat werd De dagen der Toerbins, dat in 1926 in première ging. Er werd gezegd dat dit een van Jozef Stalins favoriete toneelstukken was. Er zouden tot 1941 nog bijna duizend voorstellingen volgen.
Boelgakov schreef nog meerdere toneelstukken. Zijn komedie Zoja's appartement werd geestdriftig onthaald door het publiek. In De Vlucht beschreef hij de verschrikkingen van een broederoorlog. Maar de Главрепертком (Glavrepertkom, het Centraal Comité voor Repertoires) dat de macht had om toneelstukken te sanctioneren of te verbieden, vond dat het stuk de emigratie van de Witte generaals verheerlijkte, en het werd verboden. Zijn verhalen 'Hondenhart' en 'De Eieren der Rampp-spoed' uit 1925 werden verboden. Boelgakov was een van de meest populaire toneelauteurs van zijn tijd, maar zijn stukken werden slecht ontvangen in de Sovjetpers. Zo stond op 15 september 1929 in de krant Izvestia te lezen: "Zijn talent is overduidelijk, maar zo is ook het reactionair sociaal karakter van zijn werk". Naarmate de Sovjet-Unie ideologisch steeds rigider werd op het einde van de jaren 20, kwam Boelgakovs werk steeds meer onder vuur te liggen, en zijn stukken werden volledig verboden in 1929.
Boelgakov zat zonder inkomen en deed wat zoveel schrijvers in die tijd deden: hij schreef een brief naar de regering van de Sovjet-Unie op 28 maart 1930. Daarin wist hij onder meer te melden dat hij, in tien jaar schrijverschap, 301 artikelen over hem in de Sovjetpers had gelezen, "waaronder: lovend - 3, vijandig-beledigend - 298" - "Из них: похвальных - было 3, враждебно-ругательных - 298".
Verder vroeg hij in die brief, uitdrukkelijk in hoofdletters: "Я ПРОШУ ПРАВИТЕЛЬСТВО СССР ПРИКАЗАТЬ МНЕ В СРОЧНОМ ПОРЯДКЕ ПОКИНУТЬ ПРЕДЕЛЫ СССР В СОПРОВОЖДЕНИИ МОЕЙ ЖЕНЫ ЛЮБОВИ ЕВГЕНЬЕВНЫ БУЛГАКОВОЙ" - "Ik vraag de regering van de USSR om mij dringend op te dragen de grenzen van de USSR te verlaten in gezelschap van mijn vrouw Ljoebov Jevgenjevna Boelgakova".
Of hij dat echt meende is twijfelachtig, want toen Boelgakov enkele weken later, op 18 april 1930, door Stalin persoonlijk opgebeld werd om zijn vertrek uit de Sovjet-Unie te bespreken, antwoordde Boelgakov dat hij als Russisch schrijver niet buiten Rusland en de Russische taal kon leven. Stalin beëindigde dat gesprek met de mededeling dat het smeekschrift dat Boelgakov naar de Sovjetregering gestuurd had een positieve uitwerking zou hebben. Korte tijd later werd hem werk aangeboden in het Moskouse Kunsttheater. Hij sleet zijn dagen als regieassistent, librettist en vertaler.
Boelgakov begon steeds meer bewerkingen en historische fictie te maken - ideologisch minder gevaarlijke dingen dan origineel werk. Zo bewerkte hij Gogols Dode Zielen en Cervantes' Don Quichote voor het Russisch theater. Hij schreef ook een biografie van de Franse toneelauteur Molière, en daarna nog een toneelstuk, De dienstbaarheid van de puriteinen. Dat gaat over de situatie van een schrijver onder een autocratische dictatuur. De gebeurtenissen rond de productie van dit stuk vormden de basis voor Boelgakovs onvoltooid gebleven theaterroman Zwarte Sneeuw. Na 4 jaar van repetities in het Kunsttheater werd het in de krant Pravda onder vuur genomen en het mocht na 7 opvoeringen niet meer gespeeld worden. Een ander stuk, Poesjkin (De Laatste Dagen), behandelde hetzelfde thema en onderging hetzelfde lot. Boelgakov zat opnieuw in de rats en deze keer werd hij librettoschrijver voor de Bolsjoi-Opera.
Van 1928 tot 1940 werkte Boelgakov aan zijn voornaamste werk: De Meester en Margarita, dat onder andere een parodie op Stalin en het leven in de Sovjet-Unie bevat. De roman werd pas in 1968 in het westen volledig uitgegeven, na verschijnen van een zwaar gecensureerde Sovjet-versie in 1966; tussen 1946 en 1966 had Boelgakovs weduwe, die het ontstaan van de roman van zeer nabij had gevolgd en begeleid, zes vergeefse pogingen gedaan om het boek door de censuur te krijgen.
Boelgakov hoopte opnieuw in de gunst te komen van het regime door een stuk over Stalin te schrijven ter gelegenheid van diens 60e verjaardag. Het stuk, Batum, speelde zich af in de Kaukasus; Stalins jonge jaren als activist worden erin geportretteerd. Boelgakov was met de trein onderweg naar Batum om er met de repetities te beginnen toen hij per telegram werd teruggeroepen naar Moskou. Het stuk werd verboden. Deze laatste tegenslag zal wellicht mede invloed gehad hebben op zijn reeds wankele gezondheid. Hij stierf op 10 maart 1940, twee weken nadat hij nog verbeteringen aan De Meester en Margarita had aangebracht. De schrijver was helaas niet meer in de gelegenheid om alle tekstgedeelten met elkaar in overeenstemming te brengen. Een volledige tekstkritische editie in het Russisch verscheen in 1989/1990; de vertaling in het Nederlands van Marko Fondse en Aai Prins is hierop gebaseerd.

## Boeken

### Hondenhart
In 'Hondenhart' is een professor, die zich min of meer heeft weten te onttrekken aan de dictatuur van het proletariaat, bezig met verjongingsexperimenten. Hij plant in een hond de testikels en de pijnappelklier over van een zojuist gestorven muzikant die een slechte reputatie had. De hond wordt langzaam een mens die vloekt en tiert. Hij papt bovendien aan met de fanatieke voorzitter van het bewonerscomité die het op de welstand van de professor heeft gemunt. Onder invloed van die fanaticus komt de hond steeds meer in verzet tegen zijn schepper. De hoogleraar ziet zijn fout in en hij brengt de hond weer terug in zijn oorspronkelijke staat. Zo wil hij de mensheid redden van gedrochten als de hondse proletariër met zijn marxistisch-leninistische slogans. Het verhaal bevat veel sciencefiction en satire. Echter de kritiek op de Russische revolutie is ook niet mals.

### De Eieren der Rampp-spoed
In dit verhaal heeft de Russische bioloog Persikov een bepaald soort rode straal uitgevonden waardoor eieren sneller uitgebroed worden. Ook worden de dieren veel groter. Op datzelfde moment heerst er een hoenderpest in de Sovjet-Unie. Het Centraal Comité van de Communistische Partij komt al snel de ontdekking van Persikov op het spoor en ziet mogelijkheden om het dreigende voedseltekort te verhelpen.
Het Centraal Comité richt een Sovchoz op, waarin kippen moeten worden uitgebroed met de rode straal. Daarvoor bestellen de autoriteiten grote hoeveelheden kippeneieren. Intussen heeft Persikov voor zijn studie reptieleneieren (krokodillen en slangen) besteld. Een onoplettende ambtenaar verwisselt de eieren, zodat de Sovchoz, onder leiding van commissaris Rampp, de reptieleneieren uitbroedt. De gevolgen laten zich raden.
Overigens is de titel van het boek een woordspeling van Boelgakov. De Russische titel luidt: Роковые яйца (rokovie jaitsa) oftewel noodlottige eieren of eieren der rampspoed. De commissaris van de Sovchoz heet in het Russisch echter Рокк (Rokk). De vertaler Marko Fondse heeft deze woordspeling in het Nederlands weten te vangen in de titel Eieren der Rampp-spoed en de naam Rampp van de commissaris.

### De Meester en Margarita

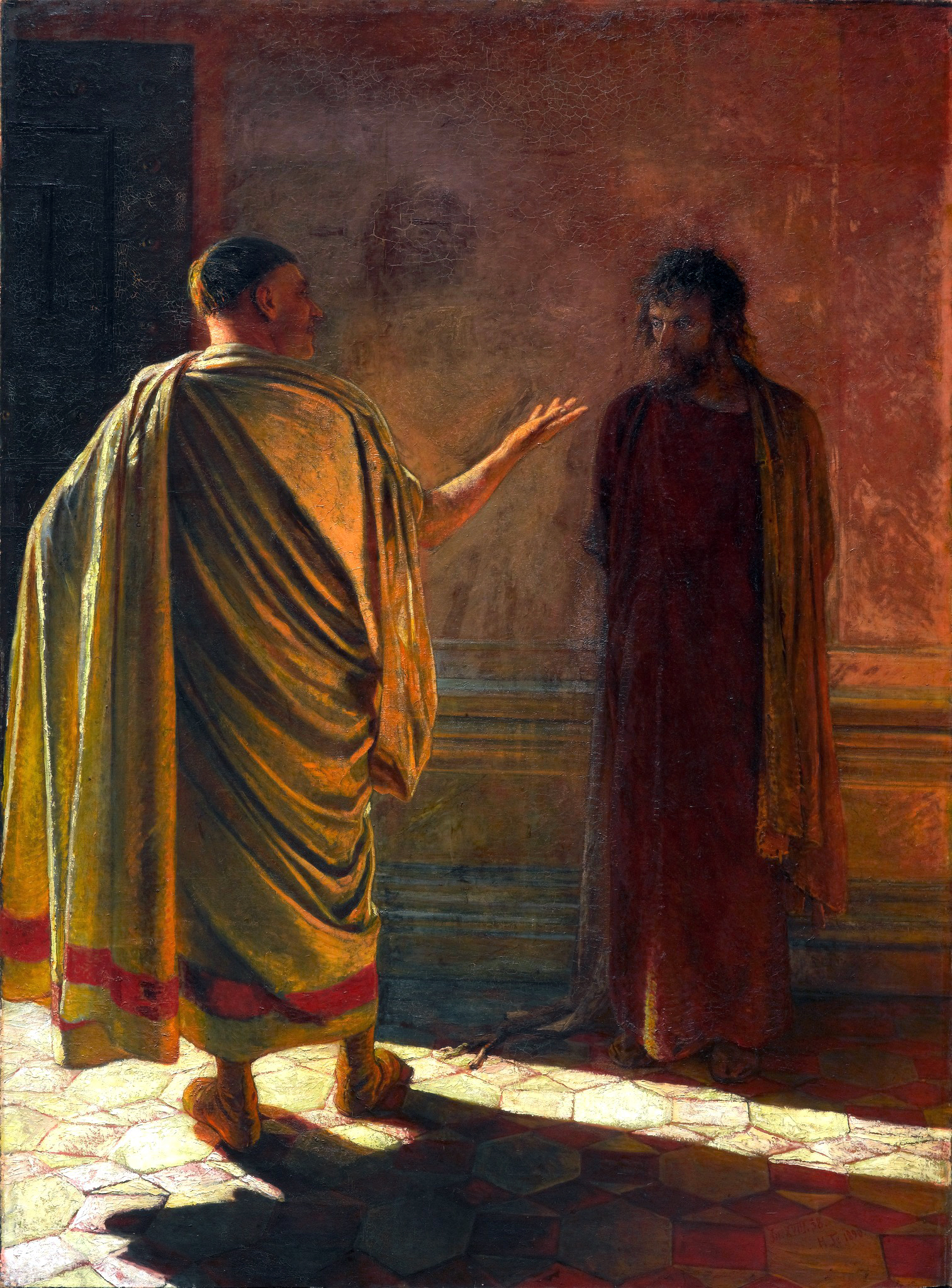
"Wat is waarheid?" Pilatus en Jesus, door Nikolaj Ge

De Meester en Margarita is een ingewikkelde en veelzijdige roman. De stad Moskou wordt onveilig gemaakt door de duivel Woland en zijn trawanten. Deze lieden maken het vooral de kunstenaars die meelopen met het sovjetregime erg lastig. De duivel en zijn helpers plegen moorden, stichten brand, bedrijven zwarte magie, ontvoeren mensen, etc. Volgens de roman ontmaskert en bestraft de duivel in de Sovjet-Unie het kwaad.
Margarita is niet bang voor het satanische gezelschap. Zij laat zich omtoveren tot een heks en gaat zo op zoek naar haar verdwenen geliefde, de Meester. Hij verblijft in een psychiatrische inrichting. Hij heeft een boek geschreven over Pontius Pilatus (waarin een volledig andere variant wordt beschreven van het proces tegen Jezus) maar dat wordt door de uitgeverijen afgewezen en er volgen dreigende artikelen over het werk in de pers. Daardoor is de Meester volledig ingestort.
De strafexpeditie van de duivel, de zoektocht van Margarita en de fragmenten uit de roman over Pontius Pilatus vormen de belangrijkste bouwstenen voor de roman. Het hoofdthema ervan is echter de relatie tussen de schrijver en de maatschappij. Het grote idee daarbij is dat de literatuur van wezenlijk belang is in het leven.
De Meester en Margarita is behalve een kritiek op de sovjetmaatschappij tussen 1920 en 1940 ook een variant op het verhaal van Tristan en Isolde. De liefde zal alles overwinnen. Het boek laat de grote creatieve fantasie zien van Boelgakov.
Het boek is in Rusland oorspronkelijk gecensureerd uitgegeven. De buitenlandse versies, waaronder ook de Nederlandse, hebben vaak de volledige tekst. Er zijn versies te vinden waarbij de geschrapte tekst cursief is afgedrukt. Hierdoor krijgt de lezer een goede indruk van de werking van het Sovjet-systeem.
Zijn werk staat in een Russische traditie van satire die begint bij Gogol en werd voortgezet door schrijvers als Zostsjenko, het schrijversduo Il'f en Petrov en door Daniil Charms.
In 2020 werd het boek vertaald in het Frans door André Markowicz en Françoise Morvan: "Le Maître et Marguerite". Uitgeverij Inculte, 556 p.

## De Boelgakov Musea in Moskou
In Moskou zijn er twee musea die de literaire en culturele erfenis van Michail Boelgakov in ere houden. Beide zijn gesitueerd in het appartementsgebouw aan Bolsjaja Sadovaja oelitsa nr. 10, waar Boelgakov zelf heeft geleefd en waar belangrijke scènes uit zijn roman De Meester en Margarita zijn gesitueerd.
Tussen beide musea bestaat een rivaliteit, die vooral onderhouden wordt door het later opgerichte officiële Museum M.A. Boelgakov, dat zich steevast voorstelt als "the first and only Memorial Museum of Mikhail Bulgakov in Moscow.

#### Het Boelgakovhuis
Het Boelgakovhuis (Russisch: Музей - театр "Булгаковский Дом") is gevestigd op het gelijkvloers van het gebouw. Het werd opgericht als een privé-initiatief op 15 mei 2004.
Het Boelgakovhuis toont persoonlijke bezittingen en foto's van de auteur, en organiseert heel wat tentoonstellingen rond Michail Boelgakov en zijn werk. Regelmatig worden er literaire evenementen en festivals georganiseerd, en excursies naar Het Moskou van Boelgakov, waarvan sommige geanimeerd worden door levende personages uit De meester en Margarita. Het Boelgakovhuis beheert ook het Theater M.A. Boelgakov met 126 zitplaatsen, en het Café 302-bis.

#### Het Museum M.A. Boelgakov
In hetzelfde gebouw, in het appartement nummer 50 op de vierde verdieping, is nog een tweede museum gevestigd dat de herinnering aan Boelgakov levendig houdt, het Museum M.A. Boelgakov (Russisch Музей М. А. Булгаков). Dit tweede museum is een overheidsinitiatief, en werd opgericht op 26 maart 2007.
Het Museum M.A. Boelgakov toont persoonlijke bezittingen en foto's van de auteur, en organiseert heel wat tentoonstellingen rond Michail Boelgakov en zijn werk. Regelmatig worden er literaire evenementen georganiseerd.

## Het Michail Boelgakov Museum in Kiev
Het Michail Boelgakov Museum in Kiev, Oekraïne is gevestigd in het geboortehuis van de auteur. Het is de woning waar ook Boelgakov's toneelstuk De dagen van de Toerbin en zijn roman De Witte Garde zich afspelen.